# Five Guys Named Moe
Five Guys Named Moe és un musical amb un llibret de Clarke Peters i lletra i música de Louis Jordan i altres. El musical es basa en un curt musical del mateix nom de Louis Jordan de 1943. Va tenir el seu debut al Regne Unit al Cottesloe Theatre O Royal National Theatre seguit d'una curta estada al Theatre Royal. Stratford East, abans de traslladar-se al West End durant més de quatre anys a, i finalment estrenar a Broadway el 1992. Va tenir un revival el 2010 al Festival d'Edimburg, protagonitzat pel mateix Peters, i va tornar més tard el 2010 al teatre en el qual estrenà originalment. El musical va guanyar el premi Laurence Olivier al millor entreteniment.

## Argument
Nomax, la nòvia del qual l'ha deixat i que està sense diners, troba Big Moe, Four-Eyed Moe, Eat Moe, No Moe i Little Moe sortint de la seva ràdio d'estil de la dècada de 1930 per reconfortar-lo. Canten les èxites cançons del compositor i saxofonista Louis Jordan, la nova inclinació del qual del jazz va obrir el camí del rock and roll a la dècada de 1950.

## Historial de la producció
El musical es va presentar originalment al Cottesloe Theatre. Cameron Mackintosh va estrenar el 14 de desembre de 1990 al Lyric Theatre del West End londinenc. Al repartiment original de Stratford East de Kenny Andrews, Paul J. Medford, Peter Alex Newton, Omar F. Okai i Dig Wayne, es van unir Clinton Derricks-Carroll en substitució de Clarke Peters, tots transferits amb la producció que va funcionar fins al 4 de març de 1995. Es va estrenar de nou al Albery Theatre el 25 de maig de 1995 on es va gravar per a DVD comercials amb el repartiment següent: Tee Jaye Jenkins, Trent Kendall, Monroe Kent III (Nomax), Jason Pennycooke, Richard D. Sharp i Feruma Williams. La producció va funcionar amb aquest repartiment fins al 13 de gener de 1996. Hi va haver una gira exitosa al Regne Unit i a Europa que va seguir sota la direcció musical de Fiz Shapur.
La producció de Broadway, dirigida i coreografiada per Charles Augins, es va estrenar el 8 d'abril de 1992 al Eugene O'Neill Theatre, on es va representar 445 vegades i 19 prèvies. El repartiment va comptar amb Jerry Dixon, Doug Eskew, Milton Craig Nealy, Kevin Ramsey, Jeffrey D. Sams i Glenn Turner.
La banda de "Moe" era: Reginald Royal, piano; Luico Hopper, baix; Brian Kirk, bateria; Reggie Pittman, trompeta & flugelhorn; Gregory Charles Royal, trombó; i Mark Gross, saxo i clarinet.
Es van publicar gravacions originals del repartiment de les produccions de Londres i Broadway.
El 1993, el Center Theatre Group/Ahmanson de Los Angeles va iniciar la primera gira nacional dels Estats Units. Doug Eskew i Milton Craig Nealy van continuar els papers que van exercir a Broadway: Big Moe i Four-Eyed Moe, respectivament. Keith Tyrone, Jeffrey Polk i Kevyn Bracket, es van unir al repartiment com No Moe, Little Moe i Eat Moe. La producció es va estrenar el 15 de juliol de 1993 al James A. Doolittle Theatre al campus de la UCLA.
El 2002 es va muntar una producció de "Theatre in the Round" al Drury Lane South Theatre de Chicago. Dirigida per Marc Robin i protagonitzada per Sean Blake (No Moe), John Steven Crowley (Big Moe), Anthony Pierre Christopher (Little Moe), Parrish Collier (Four-Eyed Moe) i Byron Glenn Willis (Eat Moe) amb Nikkieli Dimone com Nomax. La producció va obtenir dues nominacions als premis Joseph Jefferson en les categories de Director i Conjunt.
La producció del 2010 de l'Edimburg Festival/West End, dirigida per Paulette Randall i protagonitzada per Clarke Peters com a Nomax, així com Ashley Campbell, Christopher Colquhoun, Carlton Connell, Paul Hazel i Horace Oliver com a Moes es va estrenar el 5 d'agost de 2010.
Durant la temporada 2014-15, es va coproduir una nova producció reimaginada per Arena Stage i Cleveland Play House. Aquesta producció va incloure els cinc Moes com a músics del segle XXI i un arranjament musical lleugerament modernitzat. La producció va tenir lloc el 14 de novembre al 28 de desembre de 2014 a Arena Stage i el 23 de gener al 15 de febrer de 2015 al teatre Allen de Cleveland Play House. La producció va ser dirigida per Robert O'Hara.
Després del 2016 al Edinburgh Fringe Festival, un revival London Off-West End produït per Underbelly Productions en associació amb Cameron Mackintosh, Steven Harris i Westminster Council va funcionar des del 14 de setembre de 2017 al Marble Arch Theatre, un nou local emergent. a Marble Arch dissenyat específicament per a la producció que reflectia els bars de jazz de Nova Orleans de 1940. El local no es va estrenar a Victoria Embankment a causa de les crítiques dels veïns.
Del 7 de setembre al 8 d'octubre de 2017, el Court Theatre del barri de Hyde Park de Chicago va muntar una producció amb James Earl Jones II, Darrian Ford, Lorenzo Rush Jr., Kelvin Roston Jr., Eric Andrew Lewis i Stephen Allen, dirigida per Ron OJ Parson amb direcció musical d'Abdul Hamid Royal.

## Cançons
| Acte I - "Early in the Morning" (Música i lletra de Jordan, Leo Hickman, i Dallas Bartley) - "Five Guys Named Moe" (Música i lletra de Larry Wynn i Jerry Bresler) - "Beware Brother Beware" (Música i lletra de Morry Lasco, Dick Adams, i Fleecie Moore) - "I Like 'em Fat Like That" (Música i lletra de Claude Demetrius i Jordan) - "Messy Bessy" (Música i lletra de Jon Hendricks) - "Pettin' i Pokin'" (Música i lletra de Lora Lee) - "Life Is So Peculiar" (Música i lletra de Johnny Burke i Jimmy Van Heusen) - "I Know What I've Got" (Música i lletra de Sid Robin i Jordan) - "Azure Te" (Música i lletra de Bill Davis i Don Wolf) - "Safe, Sane i Single" (Música i lletra de Jordan, Johnny Lange, i Hy Heath) - "Push Ka Pi Shi Pie" (Música i lletra de Jordan, Joe Willoughby, Walt Merrick) | Acte II - "Saturday Night Fish Fry" (Música i lletra de Ellis Walsh i Jordan) - "What's the Use of Getting Sober" (Música i lletra de Busby Meyers) - "If I Had Any Sense (I'd Go Back Home)" (Música i lletra de Rose Marie McCoy) - "Dad Gum Your Hide Boy" (Música i lletra de Browley Bri) - "Let the Good Times Roll" (Música i lletra de Fleecie Moore i Sam Theard) - "Reet, Petite i Gone" (Música i lletra de Spencer Lee i Jordan) - "Caldonia" (Música i lletra de Fleecie Moore) - "Ain't Nobody Here But Us Chickens" (Música i lletra de Joan Whitney i Alex Kramer) - "Don't Let the Sun Catch You Crying" (Música i lletra de Jo Greene) - "Choo, Choo, Ch'boogie" (Música i lletra de Vaughn Horton, Denver Darling, i Milton Gabler) - "Look Out Sister" (Música i lletra de Sid Robin i Jordan) - "Hurry Home" (Música i lletra de Joseph Meyer, Buddy Bernier, i Robert Emmerich) - "Is You Is or Is You Ain't Ma' Baby" (Música i lletra de Billy Austin i Jordan) - "Five Guys Named Moe" (Reprise) |

## Premis i nominacions

### Producció original de Londres n
| Any  | Premi                  | Categoria                  | Nominat           | Resultat  |
| ---- | ---------------------- | -------------------------- | ----------------- | --------- |
| 1991 | Premi Laurence Olivier | Millor espectacle          | Millor espectacle | Guanyador |
| 1991 | Premi Laurence Olivier | Millor Actor de Musical    | Paul J. Medford   | Nominat   |
| 1991 | Premi Laurence Olivier | Millor Director de Musical | Charles Augins    | Nominat   |
| 1991 | Premi Laurence Olivier | Millor Coreògraf Teatral   | Charles Augins    | Guanyador |

### Producció original de Broadway
| Any  | Premi      | Categoria                 | Nominat        | Resultat |
| ---- | ---------- | ------------------------- | -------------- | -------- |
| 1992 | Premi Tony | Millor musical            | Millor musical | Nominat  |
| 1992 | Premi Tony | Millor llibret de musical | Clarke Peters  | Nominat  |